# 福井総合植物園プラントピア
福井総合植物園プラントピア（ふくいそうごうしょくぶつえんプラントピア）は、 福井県丹生郡越前町にある越前町立植物園。1994年に開園した。総面積は25ha。
福井県を中心として日本の代表的な樹木約3000種を樹種や生態でゾーンに分けして展示している。

## ゾーン・施設一覧
- 植物館（ミニ温室、植物標本庫、研究室、図書館）
- 野生サクラ園
- アケビ園
- ギボウシ園

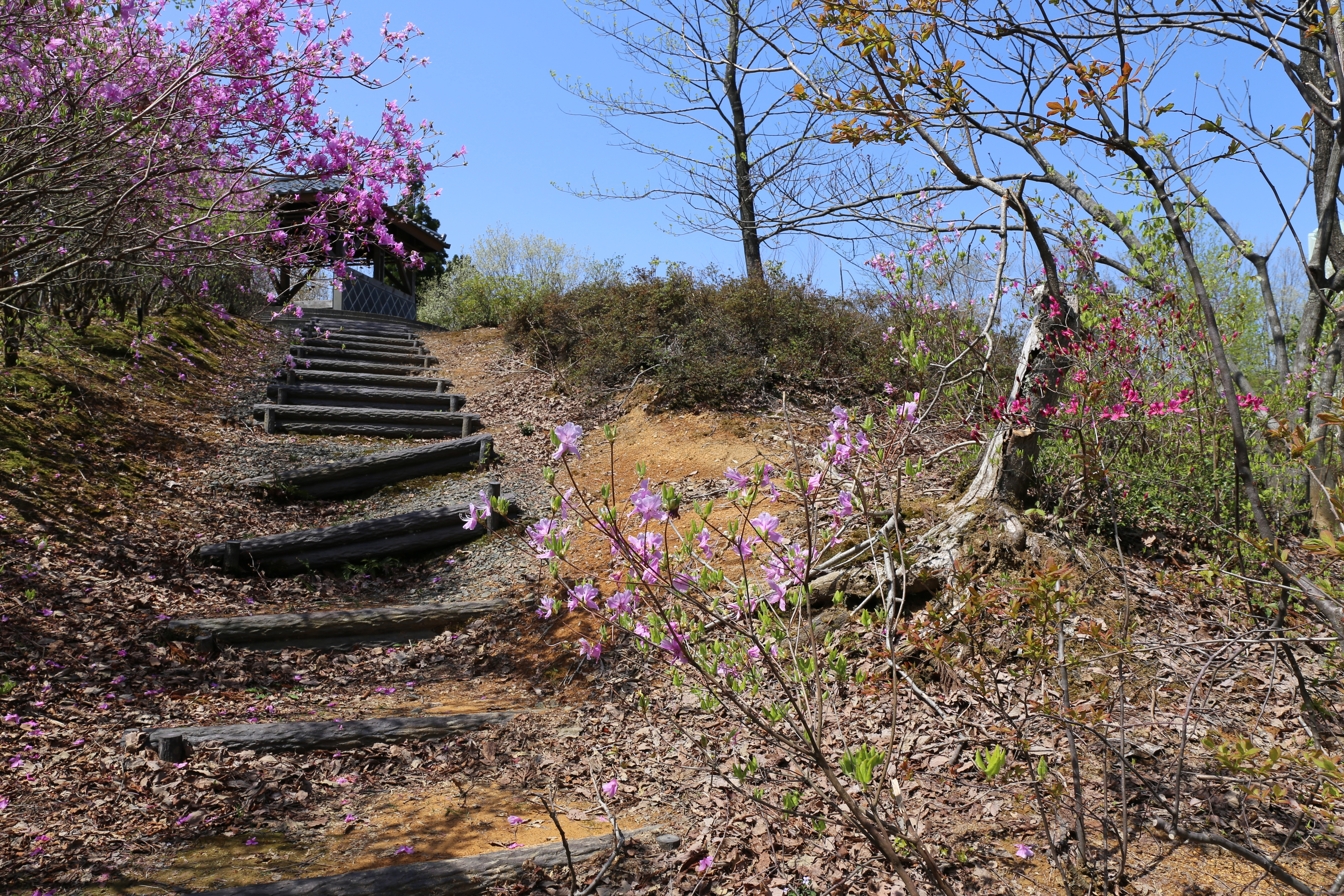
ツツジ科園
- アジサイ園
- オウレン
- 海浜植物園
- 薬草園
- 万葉植物園
- 赤い実・白い実・青い実のなる樹木園
- マンサク科園
- 針葉樹園
- キイチゴ・グミ・ハーブ園
- 分類見本園
- ロックガーデン
- 竹笹園
- どんぐり園
- カエデ園
- サザンカ並木
- ツバキ並木
- ハギ園
- 湿生植物園
- 水生植物園
- 自然生態保護林

- ツツジ科園

## 利用情報
- 開園時間：9:00～17:00(入園は16:00まで)
- 休園日：火曜日(祝日の場合はその翌日)　年末年始
- 入園料：一般310円 中・高生200円 小学生100円　30名以上の団体割引やその他無料・割引となる諸条件あり
- 駐車場 無料

## 交通アクセス
- 福井鉄道神明駅より　バス  約10分
- 福井駅より　自家用車　約30分
- 福井I.Cより　自家用車　約30分

## 周辺
- 泰澄の杜
- 福井県陶芸館
- 越前海岸